# Badische IV d
Die Lokomotiven der Gattung IV d der Großherzoglich Badischen Staatseisenbahnen waren Personenzug-Tenderlokomotiven mit zwei gekuppelten Achsen aus dem Jahr 1891. Die von der Deutschen Reichsbahn 1925 geplante Umzeichnung in die Baureihe 71.70 erfolgte nicht mehr, da die Maschinen inzwischen ausgemustert waren.

## Geschichte
Die in Tenderlokomotiven umgebauten Maschinen der Gattung IV b waren nicht für den Einsatz im leichten Schnellzugdienst geeignet. Für den Einsatz auf der Schwarzwaldbahn suchte man jedoch eine Lokomotive, die solche Züge über die Gebirgsstrecke und die anschließenden ebenen Strecken befördern konnte. Für diesen Zweck sollten die Maschinen einen Zug von 110 Tonnen auf einer Strecke mit 2 % Steigung noch mit 35 km/h ziehen können.
Die von Maffei gelieferten 14 Lokomotiven befriedigten nicht. Der Bogenlauf der Maschinen war schlecht und bei höheren Geschwindigkeiten besaßen sie ungenügende Laufeigenschaften. Es wurden deshalb keine weiteren Lokomotiven beschafft und bereits drei Jahre später konnte man sie auf der Schwarzwaldbahn durch die Fahrzeuge der Gattung IV e ersetzen. Fünf Lokomotiven waren noch im vorläufigen Umzeichnungsplan der Deutschen Reichsbahn als 71 7001 bis 7005 enthalten. Eine Umzeichnung erfolgte nicht mehr, da alle Lokomotiven bis 1925 ausgemustert wurden.

## Konstruktive Merkmale
Die Lokomotiven verfügten über einen innenliegenden Blechrahmen. Der Langkessel bestand aus drei Schüssen. Auf dem hinteren saß ein großer Dampfdom und auf dem vorderen der Reglerdom. Der Stehkessel lag tief zwischen den beiden Rahmenwangen. Die Einströmrohre zu den Zylinder waren außenliegend.
Das außenliegende Zweizylinder-Nassdampftriebwerk arbeitete auf die hintere Kuppelachse. Die Heusingersteuerung war außenliegend. Die Kuppelräder waren durch untenliegende Blattfedern abgefedert. Die Laufachsen waren als Adamsachse ausgebildet und konnten sich nach beiden Seiten um 23 mm bewegen. Als Rückstellvorrichtung dienten Keilflächen. Die Blattfedern befanden sich oberhalb der Achslager.
Die Westinghouse-Druckluftbremsen bremsten die vordere Kuppelachse von hinten und die hintere Achse von vorn. Der Sandkasten befand sich in der Mitte des Langkessels und sandete beide Achsen von vorn. Zur besseren Gewichtsverteilung wurden vier Wasserkästen angebracht. Zwei befanden sich an den beiden Seiten des Langkessels auf der Höhe des Dampfdomes und zwei an den Seiten der Rauchkammer. Der Kohlevorrat war vor dem Führerhaus beidseitig angeordnet.